# Monodictys fluctuata
Monodictys fluctuata är en lavart som först beskrevs av Tandon & Bilgrami, och fick sitt nu gällande namn av M.B. Ellis 1971. Monodictys fluctuata ingår i släktet Monodictys, klassen Dothideomycetes, divisionen sporsäcksvampar och riket svampar.   Inga underarter finns listade i Catalogue of Life.